# Nachtbaustelle

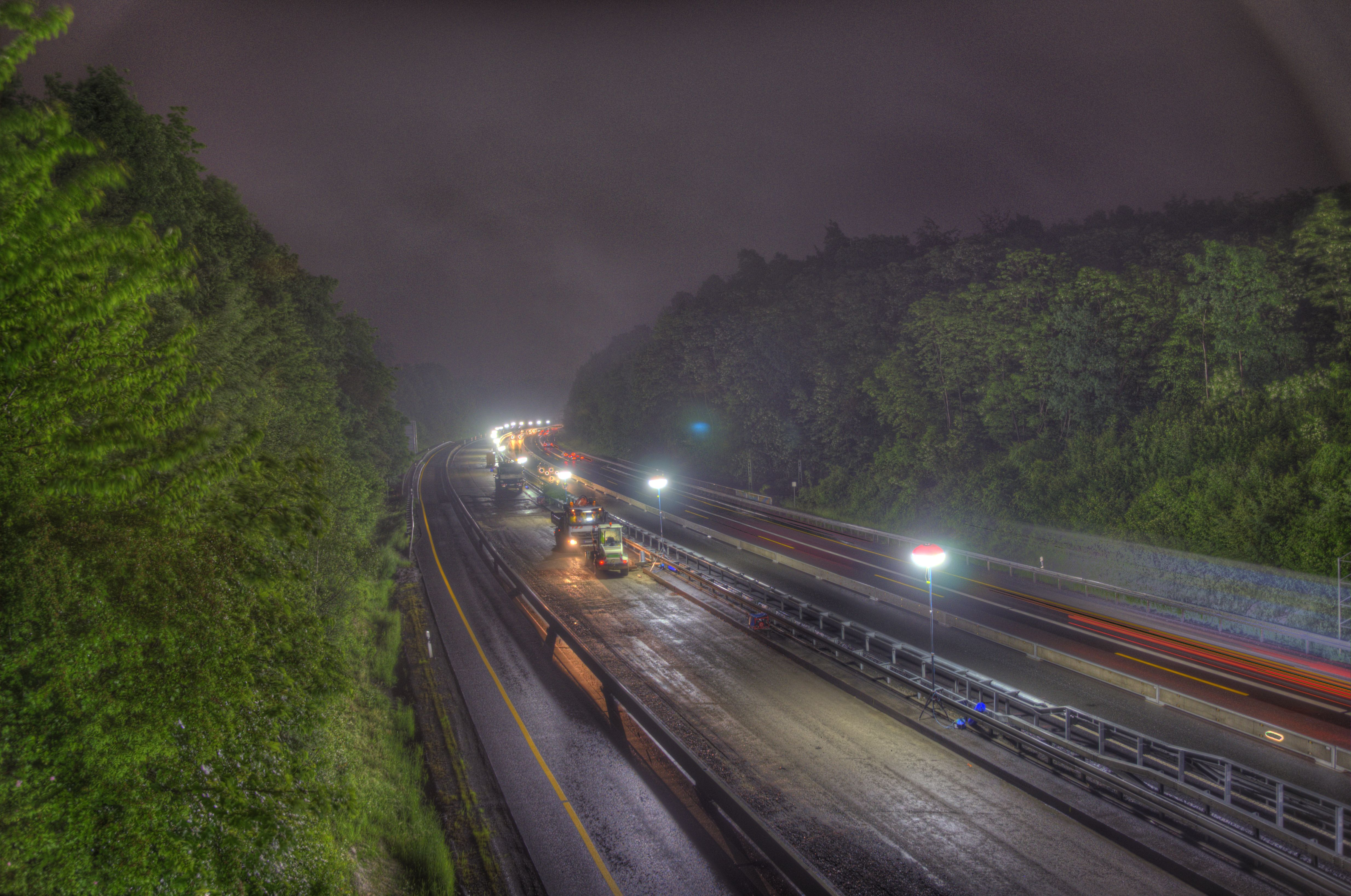
Nachtbaustelle auf der A 485 bei Gießen 2016

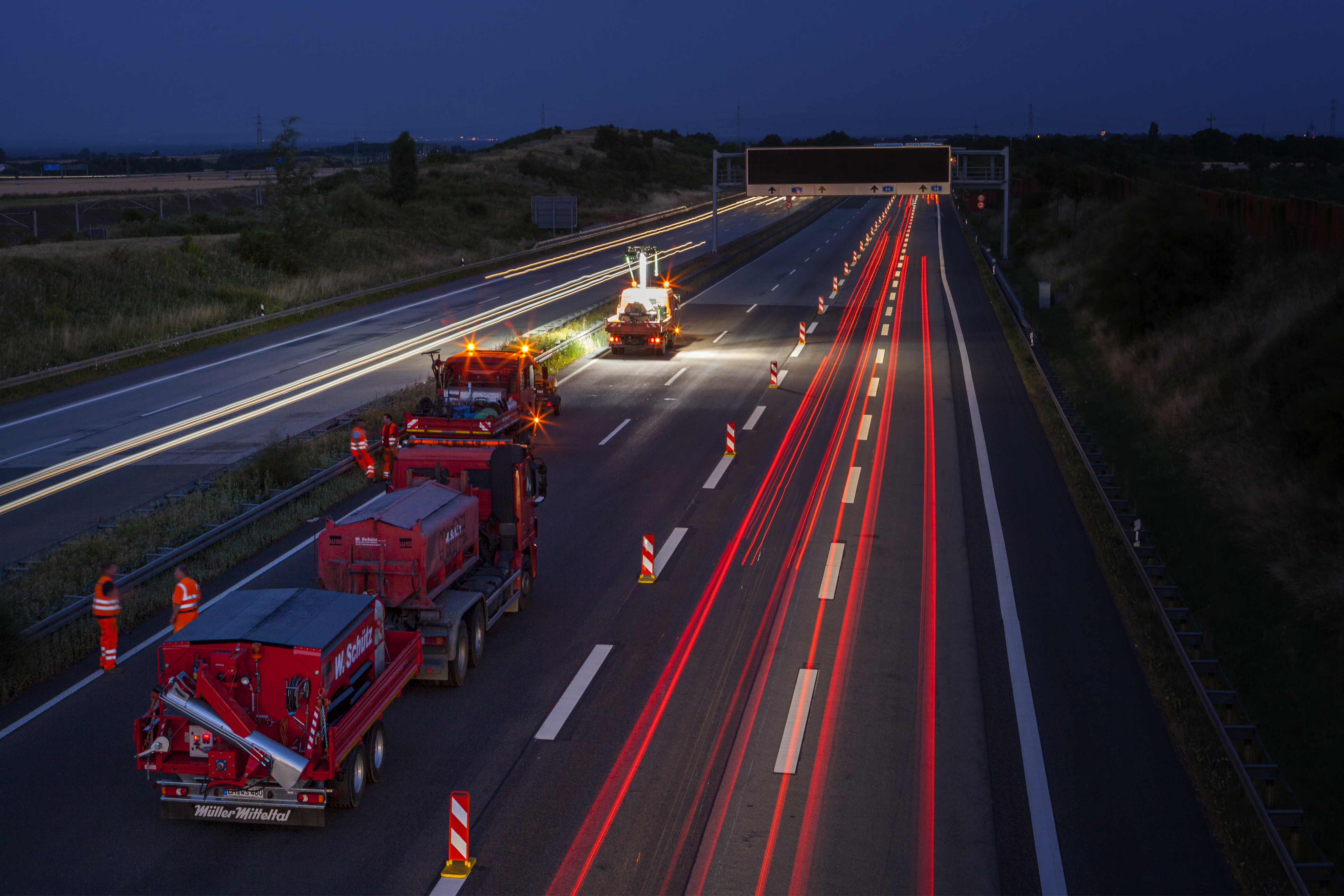
Nachtbaustelle auf der A3 vor dem Wiesbadener Kreuz 2013

Eine Nachtbaustelle ist eine Baustelle, welche in der „verkehrsarmen Zeit“ durchgeführt wird. Man unterscheidet Nachtbaustellen im Straßenverkehr und im Eisenbahnverkehr.

## Nachtbaustelle im Straßenverkehr
Schwerpunktmäßig auf Bundesautobahnen werden gemäß RSA-95 Nachtbaustellen eingerichtet, um Arbeiten an der Mittelleitplanke, auf den Fahrstreifen oder auf den Seitenstreifen durchzuführen. Sie stellen eine nächtliche Fortsetzung von Tagesbaustellen dar, erfordern aber eine deutlich niedrigere Geschwindigkeitsbeschränkung als Tageslichtbaustellen im Zuge der Arbeitssicherheit. Sie müssen mit Warneinrichtungen wie fahrbare „Absperrtafeln mit Blinkpfeil“ und retroreflektierenden Folien mindestens der Retroreflexionsklasse RA2 nach DIN 67520 und Warnbaken statt Leitkegeln gesichert werden.

## Nachtbaustelle bei der Eisenbahn
Eine Nachtbaustelle mit unaufschiebbaren Arbeiten (mit Schleif- oder Schweißarbeiten bzw. anderen Arbeiten unter Einsatz eines Bauzuges mindestens mit Flutlicht) wird bei der Eisenbahn eingerichtet, welche gemäß Eisenbahn-Bau- und Betriebsordnung (EBO) besonders zu sichern ist. Sie muss
- über ein Sicherungszug verfügen und über Arbeiter mit Warnwesten besonders gekennzeichnet sein
- im Regelfall über eine Rottenwarnanlage (mit oder ohne Warnhorn) verfügen, mindestens aber über einen Warnposten, der mittels Hupe einen herannahenden Zug meldet und anhand der Anzahl der Hupsignale zwischen der Art des Zuges unterscheidet.
- während eingeschalteter Blinklichter ist die Strecke von Arbeitern zu räumen und diese können erst mit Erlöschen dieser Blinklichter an der Baustelle ihre Arbeit fortsetzen

## Sonstige Nachtbaustellen
Auch in anderen Bereichen ist es üblich, Wartungs- und Reparaturarbeiten während der Nachtstunden durchzuführen, um den Betrieb während der Hauptnutzungszeit nicht zu beeinträchtigen. Beispiele hierfür sind Reinigungsarbeiten (Entfernen des Gummis) von Flugpisten, Wartung von Sendeanlagen oder Arbeiten an Computersystemen. 

## Normen und Standards
Folgende Gesetze, Verordnungen und Technischen Regeln sind ggf. zu beachten:
- Arbeitsschutzgesetz (ArbSchG)
- Baustellenverordnung (BaustellV)
- Eisenbahn-Bau- und Betriebsordnung (EBO)
- Eisenbahn-Verkehrsordnung (EVO)
- Unfallverhütungsvorschriften (UVV)
- Richtlinien für die Sicherung von Arbeitsstellen an Straßen (RSA)